# Amor clandestino
«Amor clandestino» es el segundo sencillo del octavo álbum de estudio de la banda mexicana de rock en español Maná, Drama y luz (2011), producido por Fher Olvera y Álex González.

## Video musical
El vídeo musical fue dirigido por Pablo Croce. Muestra 3 historias, en una se muestra a un chico y una psicóloga, en la segunda historia se muestra a una chica enamorada de 2 chicos y la tercera historia es la de un hombre que se enamora de la estríper de un club nocturno. Las tres historias se desarrollan en paralelo mientras Fher Olvera, Álex González, Juan Calleros y Sergio Vallín, interpretan el tema con antifaces negros en el Teatro Ópera de la Ciudad de México. Las historias se desenlazan en un club donde están las 3 parejas.

## Posiciones en las listas
| Listas (2011)            | Posición |
| Argentina Tracks Top 100 | 3        |
| Hot Latin Songs          | 1        |
| México Top 100           | 6        |

## Curiosidades
En 2012 es usada por  TV Globo como tema central de apertura de la telenovela brasileña «Insensato corazón» para su emisión en Latinoamérica.